# Chalbori-ppang
Le chalbori-ppang (찰보리빵 ; « pain d'orge gluant ») est une confiserie sud-coréenne, composée de deux petites crêpes faites de farine d'orge glutineuse enroulées autour d'une garniture de pâte de haricots rouges. La confiserie ronde, plate et légèrement sucrée a une texture similaire à celle d'un gâteau éponge glutineux,.
Le chalbori-ppang, fabriqué et vendu pour la première fois en 2003 dans une boulangerie nommée Danseokga à Gyeongju, dans la province du Gyeongsang du Nord, est désormais une spécialité locale. Il utilise l'orge glutineux récolté dans les champs situés sous le Danseoksan (mont Danseok), qui ne contient pas de pesticides car l'orge pousse pendant les mois d'hiver froids durant lesquels les parasites et les mauvaises herbes ne peuvent pas prospérer.